# Nuno Crato
Nuno Paulo de Sousa Arrobas Crato ComIH • GCIH • GCIP (Lisboa, São Jorge de Arroios, 9 de Março de 1952) é um conhecido matemático aplicado e estatístico português que tem tido uma extensa atividade de promoção da cultura científica.
Tornou-se conhecido do grande público através das crónicas que escreveu regularmente na imprensa desde 1996, com vários livros de divulgação científica, e com a intervenção regular em programas de televisão, nomeadamente como comentador no "Plano Inclinado", na SIC Notícias.
Foi Ministro da Educação e Ciência de 2011 a 2015 do XIX Governo Constitucional de Portugal.

## Vida
Nuno Crato é licenciado em Economia, no ramo de Planeamento–Métodos Matemáticos, pelo Instituto Superior de Economia da Universidade Técnica de Lisboa (1980–1981), mestre em Métodos Matemáticos para Gestão de Empresas pelo mesmo Instituto (março de 1987), doutor em Matemática Aplicada pela Universidade de Delaware (1992). Obteve o título académico de agregado pela Universidade Técnica de Lisboa em fevereiro de 2002.
Viveu em Lisboa, nos Açores, nos Estados Unidos da América e em Itália.
Começou a sua carreira como Professor no Ensino Secundário, passando depois a lecionar na universidade, tendo chegado a catedrático de Matemática e Estatística no Instituto Superior de Economia.
Também lecionou na Universidade dos Açores, no Stevens Institute of Technology e no New Jersey Institute of Technology.
O seu trabalho de investigação incide sobre processos estocásticos e séries temporais com aplicações várias, nomeadamente em previsões climáticas e financeiras. Foi presidente e coordenador científico do centro de investigação CEMAPRE do ISEG.
Foi presidente do International Symposium on Forecasting em 2000. Foi presidente da Sociedade Portuguesa de Matemática entre 2004 e 2010, e membro dos corpos gerentes do Fórum Internacional de Investigadores Portugueses (FIIP).
Foi Pró-Reitor da Universidade Técnica de Lisboa para a cultura científica.
Foi membro do Conselho Científico da Fundação Francisco Manuel dos Santos desde a sua fundação e director para a área da Educação.
Em 8 de Junho de 2010 foi nomeado Presidente Executivo da Taguspark.
Foi um dos membros do painel permanente do programa Plano Inclinado no canal de televisão português SIC Notícias.
Foi Ministro da Educação e Ciência do XIX Governo Constitucional de Portugal, sendo um dos quatro ministros independentes a ingressar neste governo.

## Ideias sobre educação
O pensamento de Nuno Crato sobre a educação rompe com a tradição construtivista e sócio-construtivista que foi muito disseminada na Europa e nos Estados Unidos, sobretudo entre os anos 1980 e 2000. No seu discurso político, destaca-se a defesa da liberdade de escolha, da autonomia das escolas e, sobretudo, de um ensino mais organizado, rigoroso, centrado nos conteúdos curriculares e não na noção de "competências", que tem acusado de ser uma noção vaga e que secundariza o conhecimento em favor da capacidade imediata de fazer. Tem reforçado o ensino do que considera serem matérias fundamentais, nomeadamente Português, Matemática, História, Geografia, Ciências e Inglês, ao mesmo tempo que tem oferecido mais diversidade de complementos curriculares, nomeadamente línguas e ciências. Introduziu em diversos documentos e oportunidades a possibilidade de criação de disciplinas adicionais pelas escolas e de flexibilidade na gestão curricular. Introduziu mais avaliação externa no ensino e promoveu a elaboração de Metas Curriculares, rompendo com a tradição anterior, segundo ele, contrária à avaliação e a objectivos cognitivos claros. Cita frequentemente os estudiosos da educação Eric Hanushek, E.D. Hirsch, John Anderson e Stanislas Dehaene, que parecem ser as suas referências fundamentais.
Tem também desenvolvido o ensino profissional e vocacional e defendido um reforço da sua vertente dual, isto é, da aliança entre a formação académica e a realizada em ambiente de trabalho, nas empresas.
No campo externo, nomeadamente nos CPLP, tem ajudado a cooperação com diversos países, promovendo, por exemplo, a ida de professores para Timor Leste e a vinda de estudantes brasileiros para as universidades portuguesas. Tem também fortalecido a cooperação científica internacional, não só com países da CPLP como também com países europeus e mediterrâneos, no quadro da organização 5+5.

## Ministro da Educação e Ciência

### Alterações no currículo e metas curriculares
Uma das primeiras medidas que tomou como Ministro da Educação e Ciência foi reforçar a carga horária de Português e Matemática no Ensino Básico e acabar com as áreas curriculares não disciplinares de "Estudo acompanhado" e "Área de projeto".
Tornou o Inglês disciplina obrigatória durante cinco anos, no segundo e terceiro ciclos, posteriormente durante sete anos, iniciando-se esta disciplina no 3.º ano de escolaridade a partir do ano lectivo de 2015/16.
A disciplina de Educação Visual e Tecnológica, que era lecionada com dois professores por turma, foi desdobrada em duas, lecionadas por apenas um professor em cada tempo.
Determinou a elaboração de Metas Curriculares que promovessem uma clarificação dos conteúdos fundamentais dos Programas e permitissem uma maior clareza nos desempenhos desejados. Essas metas permitem a professores, autores de manuais, autores de exames e outros participantes do processo educativo, nomeadamente alunos e encarregados de educação, orientar melhor o seu trabalho. Em 2013, revogou o programa de Matemática no Ensino Básico, que considerou estar eivado de recomendações pedagógicas antiquadas e cerceadoras da liberdade dos professores, e homologou um novo, com os mesmos conteúdos essenciais, mas sem "recomendações pedagógicas excessivas", para dar mais autonomia aos professores e permitir uma melhor ligação entre metas e programas.

### Introdução de provas finais
Em 2012, introduziu Provas Finais no 6.º ano de escolaridade e em 2013 no 4.º ano.

### Exames nacionais
Nos exames nacionais em Junho de 2013, garantiu estar a trabalhar para que todos os alunos fazessem o exame na data prevista e convocou todos os docentes, excluindo os do pré-escolar, para acompanharem os exames do secundário. Nessa altura referiu que «Com novas greves a serem marcadas, desmarcar exames nesta situação abriria um grave precedente (…) não se deve permitir por um simples aviso de greve que os exames sejam recalendarizados com consequências para alunos, pais e professores».
Cerca de 20% dos alunos não realizaram o exame em várias escolas. Mais tarde, durante a greve geral de 27 de Junho, o ministro mudou a data do exame de matemática para evitar o prejuízo dos alunos. A média nacional no exame de Português foi 8,9 (numa escala de 0 a 20).

### Resultados escolares
De acordo com o Gabinete de Avaliação Educativa (atual IAVE), os resultados dos exames de 2013 mantiveram-se semelhantes aos anos anteriores e o nível de retenções no 4º ano do 1º Ciclo do Básico melhorou, foi o mais baixo desde 2000.
Durante os quatro anos do seu mandato o abandono escolar baixou consideravelmente, passando de 23–27% para 13.7%, as taxas de retenção melhoraram, tendo-se reduzido para valores historicamente baixos. As avaliações internacionais do TIMSS e do PISA em 2015 mostraram uma melhoria muito significativa, tendo Portugal atingido os melhores valores de sempre. Alguns analistas atribuem essa melhoria a uma política de avaliação externa sistemática de alunos, escolas e professores, a programas e a metas curriculares mais exigentes e ambiciosas.

### Ensino superior
No que se refere ao ensino superior definiu orientações acerca da sua internacionalização, e de uma mais clara distinção entre os papéis das universidades e dos politécnicos e promoveu a criação de ciclos curtos de ensino superior, com a duração de dois anos [cursos técnicos superiores profissionais, conferentes de um diploma de técnico superior profissional (TESP)].

## Obras

### Autor
- Zodíaco: Constelações e Mitos (Gradiva, 2001)
- Passeio Aleatório (Gradiva, 2007)
- A Matemática das Coisas (SPM/Gradiva, 2008)
- O Eduquês em Discurso Directo: Uma Crítica da Pedagogia Romântica e Construtivista (Gradiva, 2006)

### Co-autor
- Eclipses (Gradiva, 1999),
- Trânsitos de Vénus (Gradiva, 2004)
- A Espiral Dourada, Coelhos de Fibonacci, Pentagramas, Cifras e Outros Mistérios Matemáticos d’ O Código Da Vinci (Gradiva, 2006)
- Relógios de Sol (CTT, 2007)

### Organizador e coordenador
- Desastre no Ensino da Matemática: Como Recuperar o Tempo Perdido (SPM/Gradiva, 2006)
- Ser Professor, coletânea de textos de Rómulo de Carvalho (Gradiva, 2006)
- Ensino da Matemática: Questões e Soluções (Gulbenkian, 2011)

## Homenagens
A Sociedade Europeia de Matemática (European Mathematical Society) atribuiu-lhe em 2003 o Primeiro Prémio do concurso Public Awareness of Mathematics pelo seu trabalho de divulgação.
A União Europeia atribuiu-lhe em 2008 um European Science Award na categoria de Science Communicator of the Year.
A 6 de junho de 2008 foi agraciado pelo Presidente da República com o grau de Comendador da Ordem do Infante D. Henrique, tendo sido elevado a Grã-Cruz da mesma Ordem a 12 de fevereiro de 2016. A 15 de março de 2022, foi agraciado com o grau de Grã-Cruz da Ordem da Instrução Pública.

## Vida pessoal
Filho de Paulo António Arrobas Crato (Lisboa, Santa Isabel), bisneto dum primo em 2.º grau do 1.º Barão de Nossa Senhora da Luz e 1.º Visconde de Nossa Senhora da Luz, e de sua mulher Maria de Lourdes Machado de Sousa, ambos Professores de Matemática. É bisneto de José Xavier Crato. Casou em Lisboa, Alvalade, a 19 de Julho de 1985, e tem um filho e uma filha.
Às 17h30m de Quarta-Feira, 29 de Dezembro de 2020, a sua moradia em Oeiras e São Julião da Barra, Oeiras, sofreu um incêndio, que a consumiu, encontrando-se o antigo Ministro na residência aquando do seu início.